# Inocybe rimosa
Inocybe rimosa (Bull.) P. Kumm., Führer Pilzk.: 78 (1871).

## Descrizione della specie

### Cappello
3-7 cm, abbastanza carnoso, da quasi bianco fino a paglierino od ocraceo, talvolta più scuro al disco, inizialmente conico-convesso poi rialzato al margine, con umbone; cuticola asciutta, con fibrilee radiali; margine da giovane rivolto verso l'alto, con cortina più o meno effimera, filamentosa, biancastra, spesso fessurato.

### Lamelle
Fitte, ineguali, con lamellule fortemente smarginate-uncinate, grigiastre, sfumate di colore olivaceo, poi brunastre, con filo più chiaro.

### Gambo
4-8 x 0,4-1 cm, pieno, sodo, biancastro od ocraceo chiaro, cilindrico o ingrossato alla base, a volte contorto, profondamente infisso nel substrato, ricoperto da fiocchi stopposi di fibrille, specie da giovane.

### Carne
Bianca, fibrosa.
- Odore: spermatico.
- Sapore: insignificante.

### Spore
Brunastre in massa, lisce, ovali, 9-13 x 5-8 µm.

## Commestibilità
Velenoso, provoca sindrome muscarinica per il contenuto non esiguo di muscarina.
La sindrome, a breve latenza (da 15 minuti a 3 ore dal consumo), comporta sudorazione abbondante, tremori, lacrimazione e aritmie. Pur trattandosi di una sindrome abbastanza grave generalmente non è letale.

## Habitat
Fungo simbionte, cresce nei boschi di conifere e nei prati adiacenti, su terreno umido, in estate-autunno.

## Sinonimi e binomi obsoleti
- Agaricus curreyi Berk., Outl. Brit. Fung. (London): 155 (1860)
- Agaricus fastigiatus Schaeff., Fungorum qui in Bavaria et Palatinatu circa Ratisbonam nascuntur 4: 13 (1774)
- Agaricus rimosus Bull., Herbier de la France 9: tab. 388 (1789)
- Agaricus schistus Cooke & W.G. Sm., Forsch. PflKr., Tokyo: 154 (1883)
- Agmocybe rimosa (Bull.) Earle, Bulletin of the New York Botanical Garden 5: 439 (1909) [1906]
- Gymnopus rimosus (Bull.) Gray, A Natural Arrangement of British Plants (London) 1: 604 (1821)
- Inocybe curreyi (Berk.) Sacc., Sylloge fungorum (Abellini) 5: 775 (1887)
- Inocybe fastigiata (Schaeff.) Quél., Mém. Soc. Émul. Montbéliard, Sér. 2 5: 180 (1872)
- Inocybe obsoleta Romagn., Bull. trimest. Soc. mycol. Fr. 74: 145 (1958)
- Inocybe pseudofastigiata Rea, Trans. Br. mycol. Soc. 12(2-3): 210 (1927)
- Inocybe schista (Cooke & W.G. Sm.) Sacc., Sylloge fungorum (Abellini) 5: 774 (1887)
- Inocybe umbrinella Bres., Annales Mycologici 3: 161 (1905)